# Lu Kang (Diplomat)

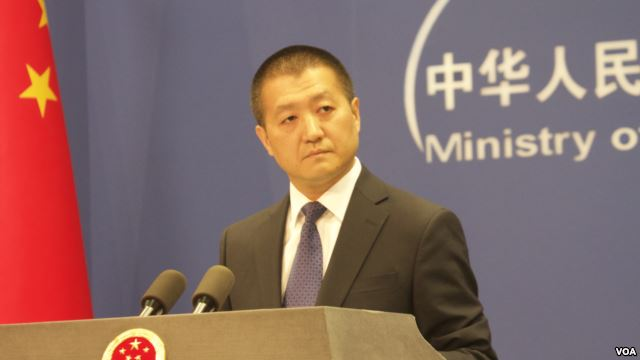
Lu Kang

Lu Kang (chinesisch: 陆慷; * Mai 1968 in der Provinz Jiangsu) ist ein Diplomat der Volksrepublik China.

## Werdegang
1993 trat LU in den auswärtigen Dienst. Gleichzeitig war er von 1993 bis 1996 als Referent und Attaché für die Abteilung Internationale Organisationen und Konferenzen des Ministeriums für Auswärtige Angelegenheiten tätig. Von 1996 bis 1999 war er der Mission beim UNO-Hauptquartier in New York City zugeteilt. Anschließend, von 1999 bis 2000 war er Gesandtschaftssekretär dritter Klasse in der Abteilung Internationale Organisationen und Konferenzen.
Von 2000 bis 2001 absolvierte er ein Studium an der Nationaluniversität Singapur, das er mit dem Master in Public Policy abschloss. Ab 2001 war er Gesandtschaftssekretär zweiter Klasse, stellvertretender Abteilungsleiter, Abteilungsleiter der Abteilung für Rüstungskontrolle und Abrüstung, dieses Amt hatte er bis 2006 inne. Ab 2006 war er bis in das Jahr 2008 Botschaftsrat in Dublin, Irland.
Von 2008 bis 2010 war er Gesandtschaftsrat, stellvertretender Generaldirektor der Abteilung für Internationale Organisationen und Konferenzen und leitete die chinesische Delegation bei den Sitzungsperioden der Asiatisch-Pazifischen Wirtschaftsgemeinschaft. Ab 2010 war er Stellvertretender Generaldirektor der Abteilung für nordamerikanische und ozeanische Angelegenheiten. Seit 2015 hatte er das Amt des Gesandten in Washington, D.C. inne.
Seit 2015 ist er Generaldirektor der Informationsabteilung, ein Amt, zu welchem die Funktion des Sprechers des Außenministeriums der Volksrepublik China gehört.